# Nené Cascallar

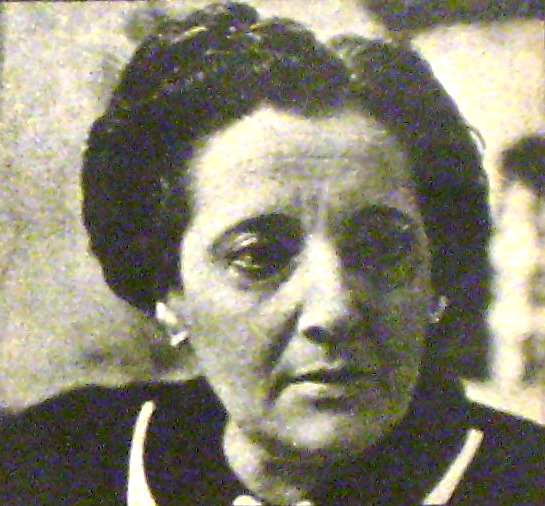
Nené Cascallar

Alicia Inés Botto, được biết đến nhiều hơn với bút danh Nené Cascallar (sinh 11 tháng 6 năm 1914 tại Buenos Aires - mất 16 tháng 5 năm 1982 tại Buenos Aires) là một nhà văn người Argentina của đài phát thanh và telenigsas. Bà đã viết kịch bản của Fuego sagrado vào năm 1950, và là tác giả của cuốn sách, A Lo Largo Del Camino, vào năm 1951.

## Tiểu sử
Cascallar mắc bệnh bại liệt từ năm tuổi và phải sử dụng xe lăn. Bà theo học chuyên ngành triết học và văn học trước khi bắt đầu sự nghiệp viết kịch phát thanh và sau đó là vở opera. Là người tiên phong trong lĩnh vực này, công việc của bà đại diện cho một số hit lớn nhất của đất nước trong những năm 1960. Bà thích tự tay chọn các diễn viên cho từng vai diễn mà bà viết. El amor Tiene cara de mujer, thành công lớn nhất của bà, được làm lại tại Mexico vào năm 1971 và một lần nữa với danh hiệu Principessa vào năm 1984. thành công lớn nhất Cascallar cũng bao gồm hombres Cuatro para Eva (1966), Cuatro mujeres para Adán, propiedad ngang và El cielo es para todos. Công việc của bà đã đưa sự nghiệp của nhiều diễn viên Argentina phát triển mạnh mẽ, chẳng hạn như Rodolfo Bebán, Federico Luppi, Soledad Silveyra, Ana María Picchio, Norma Aleandro, Evangelina Salazar, Bárbara Mujica, Jorge Barreiro, Arnaldo André, Eduardo Rudy, Thelma Biral, Claudia Lapaco, Rodolfo Ranni và những người khác.

## Phim truyện

### Phim
- Cuatro en la frontera (1958)
- Malagueña (1956)
- Fuego sagrado (1950)

### Truyền hình
- Hiệu trưởng
- Vivir enamorada
- Los que ayudan a Dios
- Cuatro hombres para Eva
- El amor tiene cara de tees
- El cielo es para todos

## liên kết ngoài
- Nené Cascallar trên IMDb